# Rotherham Sessions
Rotherham Sessions — альбом электроклэшевой группы Client. 8-трековая коллекция демо была выпущена 1 февраля 2006 года очень ограниченным тиражом.

## Название
Альбом Rotherham Sessions (Ротеремские Сессии) назван в честь родного города клиентов А и В, находящегося в Саут-Йоркшире в Англии.

## Список композиций
1. Monkey on my back
2. Six in the morning (dirty girl)
3. Someone to hurt
4. Leave the man to me
5. Loosetalking
6. Can’t resist you
7. D.I.S.C.O
8. Heartland